# 見島分屯基地
見島分屯基地（みしまぶんとんきち、JASDF Mishima Sub Base）位于日本山口县萩市見島1518-1，是航空自衛隊春日基地的分屯基地，部署有第17警戒隊。
分屯基地司令由第17警戒隊長兼任。

## 部署部隊
- 第17警戒隊